# كاثرين هاملين
إلينور كاثرين هاملين (بالإنجليزية: Elinor Catherine Nicholson)‏ (24 يناير 1924 - 18 مارس 2020) طبيبة توليد وأمراض نسائية أسترالية، شاركت مع زوجها النيوزيلندي ريجينالد هاملين في تأسيس مستشفى أديس أبابا للناسور، وهو المركز الطبي الوحيد في العالم المخصص حصريًا لتوفير علاج ناسور الولادة المجاني. جراحة إصلاح للنساء الفقيرات اللواتي يعانين من إصابات الولادة. كما شاركوا في تأسيس منظمة غير ربحية مرتبطة بها، هاملين ناسور إثيوبيا.
تم الاعتراف بهاملين من قبل وكالة الأمم المتحدة لصندوق الأمم المتحدة للسكان كرائدة في جراحة الناسور لتطويرها تقنيات وإجراءات لعلاج ناسور الولادة. عالجت عائلة هاملين، مع طاقم المستشفى، أكثر من 60.000 امرأة حتى الآن من ناسور الولادة. توفيت في أديس أبابا في 18 مارس 2020.